# Xuân Phúc, Xuân Trường
Xuân Phúc là một xã thuộc huyện Xuân Trường, tỉnh Nam Định, Việt Nam.

## Địa lý
Xã Xuân Phúc có diện tích 12,47 km², dân số năm 2022 là 34.575 người, mật độ dân số đạt 2.772 người/km².

## Lịch sử
Ngày 23 tháng 7 năm 2024, Ủy ban Thường vụ Quốc hội ban hành Nghị quyết số 1104/NQ-UBTVQH15 về việc sắp xếp đơn vị hành chính cấp huyện, cấp xã trên địa bàn tỉnh Nam Định (nghị quyết có hiệu lực từ ngày 1 tháng 9 năm 2024). Theo đó, thành lập xã Xuân Phúc trên cơ sở toàn bộ diện tích tự nhiên là 5,41 km², quy mô dân số là 10.712 người của xã Xuân Hòa; toàn bộ diện tích tự nhiên là 3,53 km², quy mô dân số là 9.693 người của xã Xuân Kiên và toàn bộ diện tích tự nhiên là 3,53 km², quy mô dân số là 14.170 người của xã Xuân Tiến.
Sau khi thành lập, xã Xuân Phúc có diện tích tự nhiên là 12,47 km² và quy mô dân số là 34.575 người.